# Tschechische Fußballnationalmannschaft (U-21-Männer)
Die tschechische U-21-Fußballnationalmannschaft ist eine Auswahlmannschaft tschechischer Fußballspieler. Sie gehört dem Böhmisch-Mährischen Fußballverband an und repräsentiert ihn auf der U-21-Ebene, in Freundschaftsspielen gegen die Auswahlmannschaften anderer nationaler Verbände, aber auch bei der Europameisterschaft des Kontinentalverbandes UEFA und der Fußball-Weltmeisterschaft der FIFA. Spielberechtigt sind Spieler, die ihr 21. Lebensjahr noch nicht vollendet haben und die tschechische Staatsangehörigkeit besitzen. Bei Turnieren ist das Alter beim ersten Qualifikationsspiel maßgeblich.

## Geschichte
Obwohl die Tschechoslowakei bereits zum 1. Januar 1993 aufgelöst wurde, spielte deren U-21 noch bis zum Ende der U-21-Fußball-Europameisterschaft 1994 unter der tschechoslowakischen Flagge. Erst danach bildeten die beiden neuen Länder Tschechien und die Slowakei eigene U-21 Nationalmannschaften.
Ihr erstes offizielles Spiel bestritt die neu formierte Auswahl dann am 5. September 1994, im Qualifikationsspiel zur U-21-Fußball-Europameisterschaft 1996 gegen Malta, welches die Tschechen mit 1:0 gewinnen konnten. Die Mannschaft schaffte es bei ihrer ersten Teilnahme gleich in die Endrunde, schied aber im Viertelfinale gegen den späteren Sieger Italien aus.
Für die Endrunde im Jahre 1998 verpasste das Team die Qualifikation. Zwei Jahre später überraschte die Mannschaft, als sie 2000 in der Slowakei das Finale erreichte. Doch wie schon 1996 war wieder Italien der Stolperstein, über den die kleinen Löwen fallen sollten. Am 4. Juni 2000 konnte nämlich Italien 2:1 gewinnen und verpatzte den Tschechen somit den ersten Triumph bei einer EM.
2002 hatten die Rot-Blau-Weißen mehr Glück und konnten zum ersten Mal den Europameisterschaftspokal in den Händen halten. In der Gruppenphase qualifizierte man sich mit einem Sieg, einem Unentschieden und einer Niederlage noch glücklich für das Halbfinale, wo die Mannschaft den Gegner aus Italien mit 3:2 bezwang. Nach den beiden Niederlagen 1996 und 2000 gelang 2002 endlich die Revanche. Nachdem die Tschechen bereits in der ersten Minute durch David Rozehnal in Führung gegangen waren und Michal Pospíšil diese in der 83. Minute ausgebaut hatten, sah alles nach einem Sieg für die Osteuropäer aus. Doch innerhalb von vier Minuten, zwischen der 86. und 90., konnten die Italiener durch Andrea Pirlo und Massimo Maccarone noch ausgleichen. Erlösung gab es nach dem zweiten Treffer von Pospisil, der damit die Tschechen auf die Siegerstraße führte. Am 28. Mai 2002 in Basel traf die Auswahl dann auf Frankreich. Beide Teams spielten schon in der Gruppenphase gegeneinander, wo die Franzosen mit 2:0 die Oberhand behielten. Dieses Mal sollt das Glück aber auf Seiten der Tschechen stehen. Nachdem nach 90 Minuten und Verlängerung kein Sieger festgestanden hatte, musste das Elfmeterschießen entscheiden. Tschechien behielt die Nerven und konnte sich mit 3:1 vom Punkt aus durchsetzen. Rudolf Skácel erzielte den dritten Treffer, ehe Jean-Alain Boumsong auf Seiten der Franzosen verschoss.
Nach diesem bisher größten Erfolg blieben weitere aus. Für 2004 und 2006 konnte sich das Team nicht qualifizieren und scheiterte stets an den Play-off-Spielen. 2007 konnte man bereits nach der Vorrunde die Koffer packen, nachdem die Mannschaft nur einen Punkt aus drei Spielen geholt hatte.

### Teilnahme bei U-21-Europameisterschaften
| 1996 in Spanien          | Viertelfinale      |
| 1998 in Rumänien         | nicht qualifiziert |
| 2000 in der Slowakei     | Finale             |
| 2002 in der Schweiz      | Sieger             |
| 2004 in Deutschland      | nicht qualifiziert |
| 2006 in Portugal         | nicht qualifiziert |
| 2007 in den Niederlanden | Gruppenphase       |
| 2009 in Schweden         | nicht qualifiziert |
| 2011 in Dänemark         | 4. Platz           |
| 2013 in Israel           | nicht qualifiziert |
| 2015 in Tschechien       | Gruppenphase       |
| 2017 in Polen            | qualifiziert       |

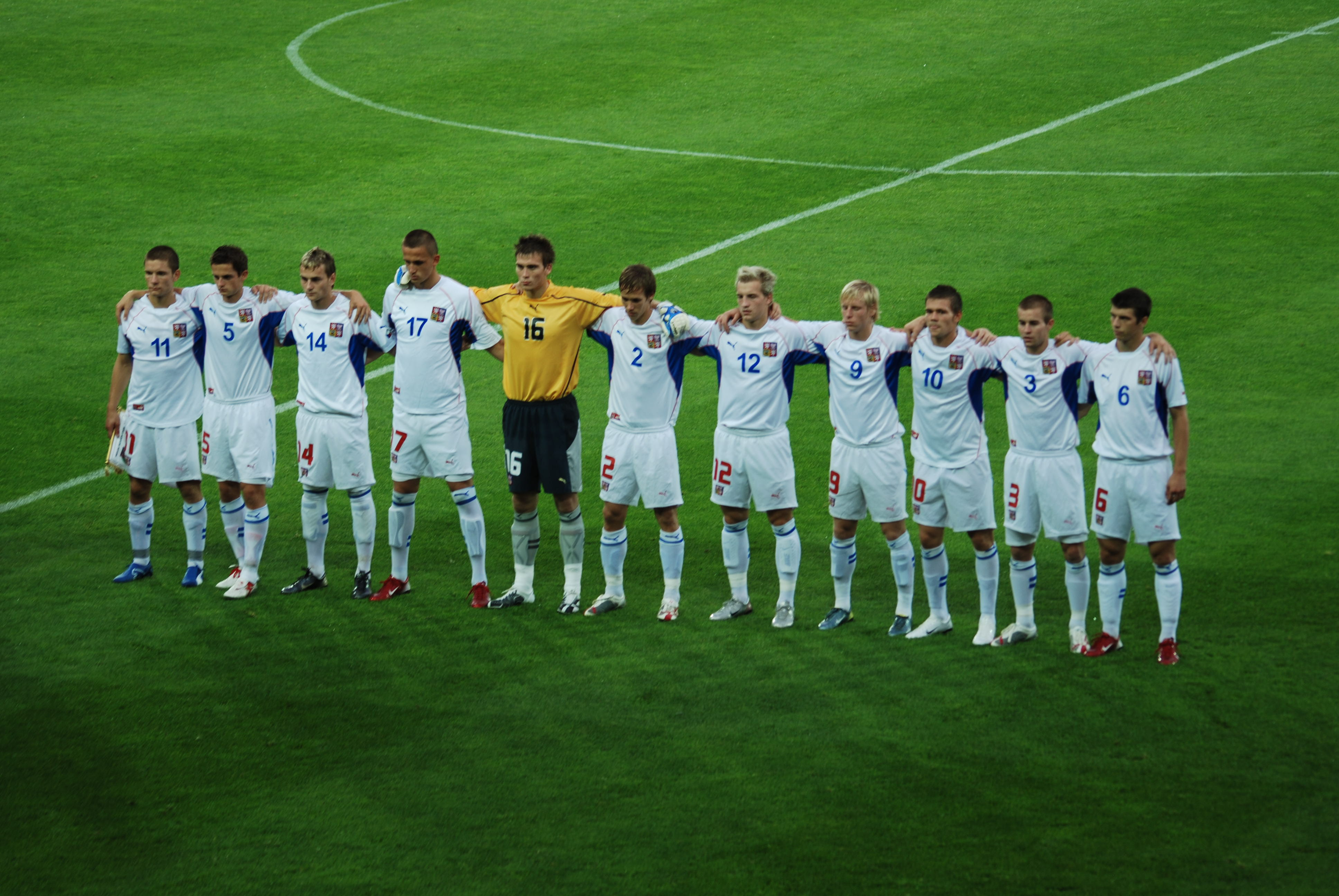
Die Tschechische U-21-Mannschaft 2007

Bemerkung: Das Erste Europameisterschaft wurde 1978 ausgetragen. Zu diesem Zeitpunkt war Tschechien noch kein eigenständiges Land. Erst mit der Auflösung der Tschechoslowakei zum 1. Januar 1993 entwickelte sich die U-21 Tschechiens.

## Ehemalige und bekannte Spieler
(Auswahl)
- Milan Baroš
- Petr Čech
- Jaroslav Drobný
- Martin Fillo
- Zdeněk Grygera
- Mario Holek
- Michal Kadlec
- David Kobylík
- Michal Papadopulos
- Tomáš Pekhart
- Jan Polák
- Rudolf Skácel
- Jan Šimůnek
- Tomáš Rosický

## Trainer
- Ivan Kopecký (1993–1998)
- Karel Brückner (1998–2001)
- Miroslav Beránek (2001–2002)
- Verner Lička (2002–2003)
- Ladislav Škorpil (2004–2007)
- Vítězslav Lavička (2007–2008)
- Jiří Kotrba (2008)
- Jakub Dovalil (2008–2015)
- Vítězslav Lavička (seit 2015)